# Wanderley Cardoso
Wanderley Conti Cardoso (São Paulo, 10 de março de 1945) é um cantor brasileiro.

## Biografia
Nascido no bairro paulistano do Belenzinho, começou a carreira de intérprete aos 13 anos. Morou nos bairros de Pirituba e Lapa em São Paulo. Estudou na Escola Estadual Guilherme  Kuhlmann, onde concluiu o primário (1ª a 4ª série), no Largo da Lapa, Lapa de Baixo, em São Paulo, ingressando depois no Colégio Campos Salles, e mais tarde, cursou o Colégio Olavo Bilac, onde se formou perito contador.
Depois de cinco anos dedicados ao estudos, investiu com força no showbiz. Seu primeiro sucesso, gravado em 1965, chamava-se "Preste Atenção". Rapidamente se tornou um dos ídolos da Jovem Guarda, ganhando o apelido de "O Bom Rapaz", título de seu grande sucesso gravado em 1967, que vendeu mais de cinco milhões de cópias.
Foi apresentador de rádio e televisão e participou como um dos Trapalhões no programa "Os Adoráveis Trapalhões" na extinta TV Excelsior, ao lado de Renato Aragão, Ted Boy Marino e Ivon Curi. O cantor aparece em um número musical no filme de 1966 de Renato Aragão, Na Onda do Iê-iê-iê, no qual também pode ser visto Wilton Franco, que criou o famoso programa humorístico para a TV Excelsior.
Depois da Jovem Guarda e dos Adoráveis Trapalhões, foi contratado por Silvio Santos em 1970, juntamente com Paulo Sérgio e Antônio Marcos, para se apresentar semanalmente no quadro "Os Galãs cantam e dançam na TV", que trazia além dos 3 (três) contratados fixos, vários cantores convidados. Manteve o romantismo em seus shows e discos.
Em 1972 Wanderley foi barbaramente espancado na cidade de Uberaba, Minas Gerais, onde realizaria um show. Sendo agredido de modo covarde, por pouco não ficou cego do olho direito. O ato de violência foi praticado por vários "playboys", ricos fazendeiros e industriais da região; que teriam ficado enciumados pelo sucesso que o cantor fazia junto ao público feminino. Os fatos não foram devidamente apurados, devido ao grande poder dos empresários de Uberaba junto aos militares que governavam o país.
No cinema, protagonizou vários filmes e participou de algumas peças de teatro e telenovelas. Outro de seus sucessos foi "Adeus Ingrata" que lançou no filme O Pobre Príncipe Encantado, o qual conta com a participação de Flávio Migliaccio e Vanusa.
Ao longo de sua carreira, gravou mais de 900 músicas e vendeu cerca de dezesseis milhões de cópias de seus 84 discos. Lançou um DVD, com participações de vários artistas brasileiros.
Incentivado pelo radialista Haroldo de Andrade (que foi morador da Praia da Bica), Wanderley Cardoso morou por quase 35 anos na carioca Ilha do Governador, tendo vendido então a sua casa em São Paulo e ido para o bairro insulano Jardim Guanabara. Em 2014 ele colocou a sua casa na Ilha á venda e, atualmente, mora em Campinas, no bairro Santa Cândida, onde mora, é sócio do Recanto Napoleon, uma pousada para trabalhadores de obras. e tem um novo CD, só com musicas italianas, que será lançado brevemente.